# Here Comes Science
Here Comes Science è il quattordicesimo album in studio (il quarto di musica per bambini) del gruppo musicale alternative rock statunitense They Might Be Giants, pubblicato nel 2009.

## Tracce
Tutte le tracce sono dei They Might Be Giants, tranne dove indicato.
1. Science Is Real – 1:54
2. Meet the Elements – 3:19
3. I Am a Paleontologist – 2:32 (Danny Weinkauf)
4. The Bloodmobile – 2:21
5. Electric Car (con Robin Goldwasser) – 3:22
6. My Brother the Ape – 3:06
7. What Is a Shooting Star? – 1:38 (Louis Singer, Hy Zaret)
8. How Many Planets? – 1:56
9. Why Does the Sun Shine? – 2:36 (Singer, Zaret)
10. Why Does the Sun Really Shine? – 1:51
11. Roy G. Biv – 2:07
12. Put It to the Test – 1:41
13. Photosynthesis – 1:59
14. Cells – 2:41
15. Speed and Velocity – 1:48 (Marty Beller)
16. Computer Assisted Design – 0:54
17. Solid Liquid Gas – 1:28
18. Here Comes Science – 0:16
19. The Ballad of Davy Crockett (in Outer Space) – 2:17 (Tom W. Blackburn, George Bruns)

## Formazione
Gruppo
- John Flansburgh - chitarra, tastiere, voce
- John Linnell - chitarra, voce
- Danny Weinkauf - basso, voce
- Dan John Miller - chitarra
- Marty Beller - batteria, voce

Collaboratori principali
- Robin Goldwasser - voce